# Palafedés
A palafedés az építészetben a nagyelemes fedések egyike. Jellemzően a hagyományos ácsszerkezetű magastetőre kerülő fedési mód, amely könnyű, és kisebb hajlásszög mellett is biztosítja vízzáróságot, mint a cserépfedés.

## A palafedés fajtái

### Régi anyagok

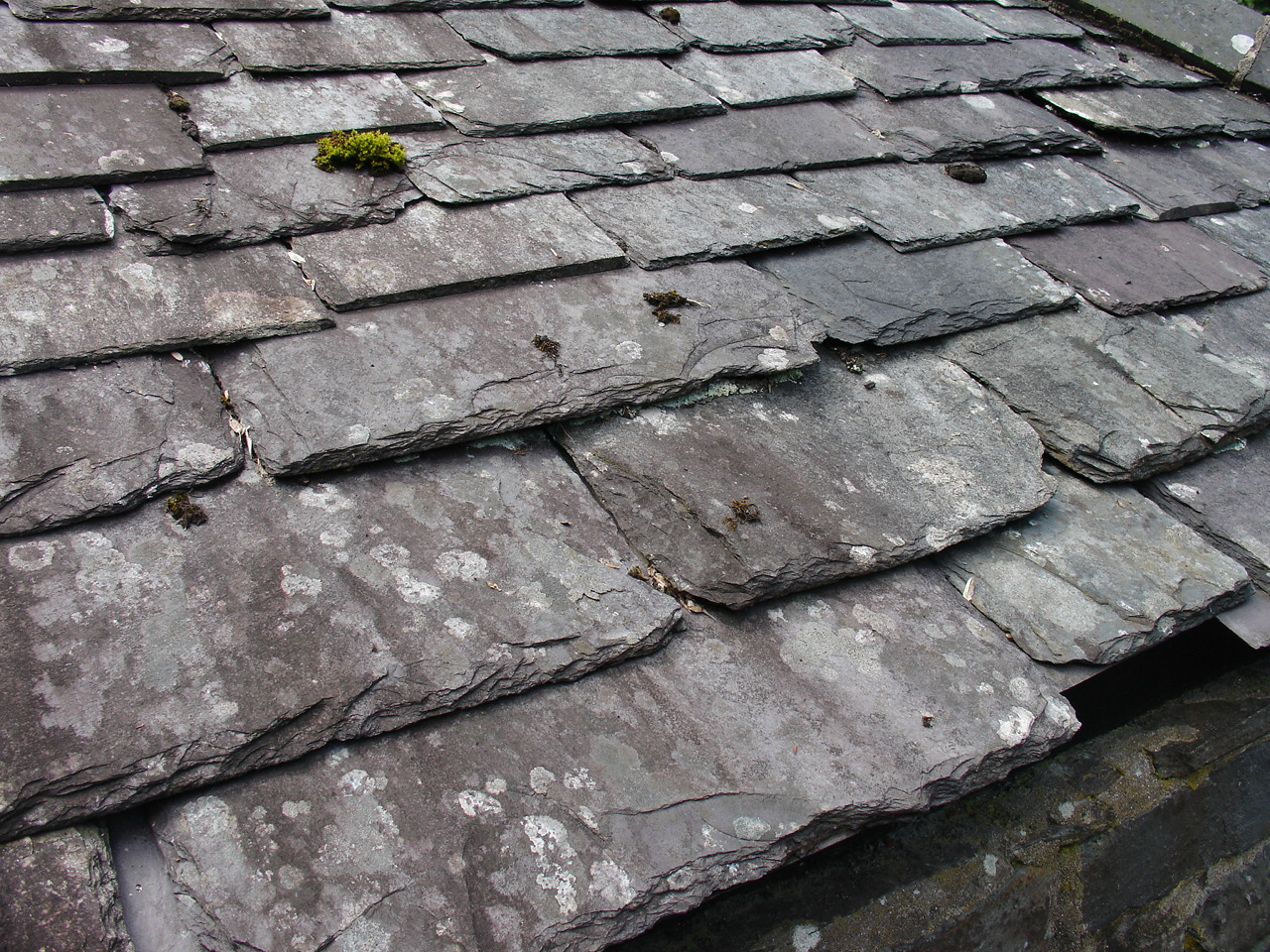
Természetes palával fedett tető Walesben

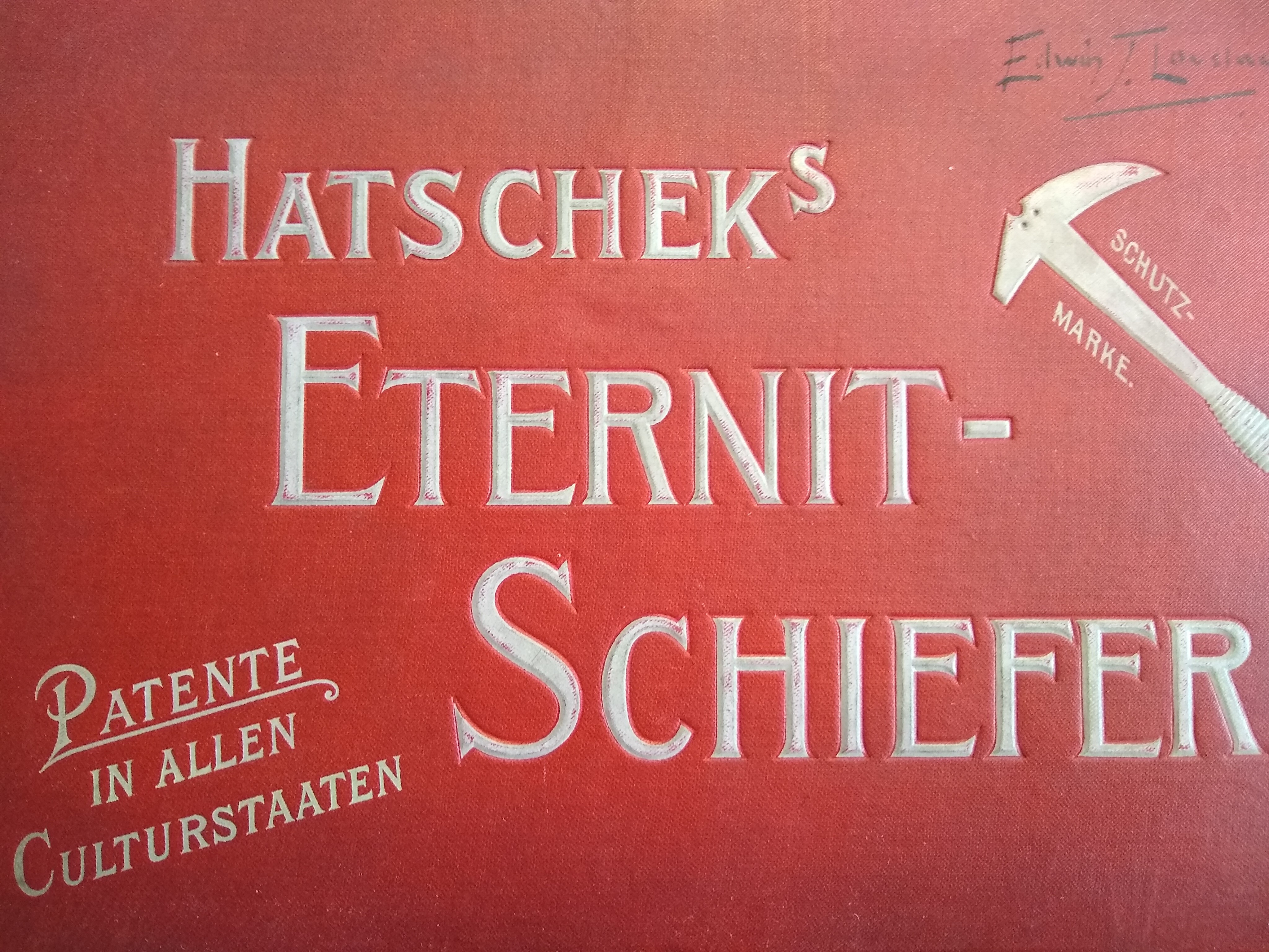
A Hatscheks Eternit Schiefer cég (azbesztcement-termékek) brosúrája

- természetes pala (ásványpala): kőzetből hasított palalemezekből egymásra rakott rusztikus fedés
- műpala: cement és azbeszt (14%) keveréke adalékokkal dúsítva, változatos formájúra préselve, valamint több színben előállított anyag. A műpala előállítása a 2001. évtől teljes mértékig átállt azbesztmentes technológiára, vagyis a korábbiaktól eltérően nem tartalmazza ezt az anyagot.

#### Természetes pala
A természetes pala (kőpala) 400 millió éves kőzet. A föld (devon kor) alakulásakor keletkezett különböző hőmérséklet és nyomás hatására. A terméspalát már több mint 2000 éve alkalmazzák tetőfedésre. Európában több mint 600 éves hagyománya van, előnye, hogy hosszú élettartamú (akár 2-300 év), jó a színtartósága, savállósága kiváló.

#### Műpala
A műpalát (Eternit) Ludwig Hatschek morva–osztrák vállalkozó találta fel, kiváltva a drágább terméspala (kőpala) fedéseket. 1900-ban szabadalmaztatta, majd első gyárát az ausztriai Vöcklabruckban, a másodikat a magyarországi Nyergesújfalun építtette fel. Az Eternit ma már fogalommá vált az egész világon. Az 1990-es évek elején az Amerikából indult lobbi – amely az azbeszt mint rákkeltő anyag, kivonását szorgalmazta – változtatásokat követelt, de nem vetett véget a pala további fejlődésének.

### Új palaanyagok
Az új műpala elemek viszonylag hasonló hatásúak a természetes palalemezekhez, ám ezek rostcement műszálak és cementes keverékből sajtolt, vagy hengerelt környezetbarát tetőfedő anyagok. A régebben használt azbesztcement helyett ma már korszerű, környezetbarát szálerősítőket használnak a gyártásukhoz. 
A modern, szálcement alapú síkpala gyártók közül többen az azbesztcement hulladék pala elszállítására is vállalkoznak.

## Azbesztmentesítés
Nagy mennyiségben keletkezik az építési bontás során tetőfedő azbeszt-pala, mely egészségügyi kérdéseket is felvet. Az azbesztcement palafedés bontásakor veszélyes hulladéknak minősül, 16/2001. (VII. 18.) KöM rendelet a hulladékok jegyzékéről szerint EWC kódja 17 06 15.
(Hasonlóan veszélyes hulladéknak minősül: EWC 17 09 03 - bitumen zsindely, bitumen hullámlemez)
Az azbeszttartalmú építőanyagok hazai előfordulásáról pontos adatok nem állnak rendelkezésre, annyit lehet tudni, hogy Magyarországon hozzávetőlegesen 100-200 millió négyzetméternyi (!) tetőt fedtek be azbesztpalával. Ezt az időjárás és a légszennyezés kikezdi, korrodálódnak: a felületi kopás miatt évente négyzetméterenként 3 gramm azbesztrost szabadul föl, ez csak Magyarországon körülbelül 300-600 tonnányi azbesztet tesz ki évente.
Az építkezés során lecserélt azbesztcementpala a tetőről kellő óvatossággal, védőeszközökkel, engedélyezett szállítási eljárással kezelhető. A csere megtervezésekor van lehetőség a szükséges intézkedések megtételére. 
Egy váratlan vihar, légörvény károkozása esetén erre nincs lehetőség, a vihar az egész tetőt képes megemelni, és az ac. palákat szétszórni. Ilyenkor a helyszínre menő segítőknek, maradékot lebontó munkásoknak, vagy önkénteseknek, ill. helyszínre érkező hatóságoknak is munkavédelmi eszközökre van szükségük. Ilyenek: maszk, kesztyű, munkaruha, sittes-zsák. 
Kötelező intézkedéseket tartalmaz a 12/2006. III. 23. EüM rendelet. A 2014-2020-as OHT tartalmaz előirányzatokat a 2.4.6.12. pontban, az azbeszt-pala számára a lerakók meghatározását és ütemezését is. Viszont az utóbbi időben a szeszélyes időjárás, a jégesők az azbesztpala tetőket teljesen tönkreteszik. Másrészt az azbesztrost akkor okozhat veszélyt, ha a pala megsérül: elreped vagy eltörik. A palatetők élettartama 20–40 év, és mivel a palát tetőfedésre az 1980-as évekig használták, az azbesztpalát mára tömegesen kell biztonságosan eltávolítani, és ártalmatlanítani.
Az azbesztpala 
-hulladékmentesítés költsége egy régi tető felújításakor: tájékoztatásul a Dunakanyarban, 2013-as árak: ártalmatlanítás 55 Ft/kg, szállítás 210 Ft/km (+ áfa), a Fővárosi Településtisztasági Vállalat távolsága 70 km. Az útvonalat több helyszín sorbaállításával lehet megszervezni (a 98/2001. (VI. 15.) Korm. rendelet „a veszélyes hulladékkal kapcsolatos tevékenységek végzésének feltételeiről” című rendelet szerint „begyűjtő járatok” szervezése lehetséges), valamint a veszélyes hulladékra kijelölt szállítók felől érdemes tájékozódni.
Az azbesztpala mentesítés egy olyan terület, melyhez egyéb, beruházást támogató pályázati forrást érdemes felhasználni. Ilyen pályázat az infrastrukturális beruházások épületeinél lehetséges, ill. az 518/2020. (XI. 25.) Korm. rendelet szerinti felújításoknál, de olyan hőszigetelések készítésénél, épületfelújításnál is, ahol a tetőtér hőszigetelése, a palafedés eltávolítása is lehetséges.